# Асикага Ёсимаса
Асикага Ёсимаса (足利義政, 20 января 1436 — 27 января 1490) — 8-й сёгун Японии из династии Асикага в период Муромати. Правил с 1449 по 1473 год.

## Биография
Третий сын шестого сёгуна Асикага Ёсинори (1394—1441), правившего в 1428—1441 годах. При рождении получил имя Михару, затем стал Ёсинари.
В июле 1441 года Асикага Ёсинори погиб в Киото в результате заговора, организованного Акамацу Мицусукэ и его сыном Нориясу. В следующем 1442 году новым сёгуном был провозглашен 8-летний Асикага Ёсикацу (1434—1443), старший брат Ёсинари. Но уже в августе 1443 года 10-летний Асикага Ёсикацу погиб в результате падения с лошади. Из-за своего малолетства Ёсинори занял сёгунский престол только через шесть лет. В 1443—1449 годах правили старейшины из рода Асикага.
В 1449 году Асикага Ёсинари был провозглашен новым сёгуном Японии. Изменил своё имя на Ёсимаса.

## Правление
В 1443 году сторонники Южной династии украли императорские регалии. В 1445 году крупный феодал Хосокава Кацумото был назначен канрэем (советником сёгуна и заведующим политическими делами в Японии). В 1446 году армия Южной династии потерпела сокрушительное поражение. В 1448 году остатки сопротивления сторонников Южной династии были подавлены.
В 1449 году после вступления Асикага Ёсимаса в должность сёгуна его родственник Асикага Сигэудзи (1438—1497) был назначен заместителем нового сёгуна в района Канто («Канто Кубо»). Сёгун Ёсимаса, не доверявший Сигэудзи, назначил его канрэем (советником) Уэсуги Норитада. Отношения между Сигэудзи и Норитада были напряженными. Осенью 1454 года Сигэудзи пригласил Норитада в свой особняк и приказал его умертвить. В ответ все вассалы рода Уэсуги подняли восстание против Асикага Сигэудзи. Имагава Норитада разбил Сигэудзи, который в 1455 году бежал из столицы в город Кога в провинции Симоса, где со временем стал известен как «Кога Кубо». По просьбе клана Уэсуги сёгун Асикага Ёсимаса отправил своего старшего брата Масатомо с армией для усмирения в регион Канто. Асикага Масамото был назначен новым «Канто Кубо», но многие вассалы сохранили верность Асикага Сигэудзи. Масамото не смог вступить в Камакуру и остановился в Норигоэ в провинции Идзу. Таким образом, в регионе Канто появилось два правителя («Канто Кубо»), Асикага Сигэудзи в Кога и Асикага Масамото в Норигоэ.
В 1460 году род Хатакэяма поднял восстание против верховной власти сёгуна Асикага Ёсимаса.
В 1464 году Асикага Ёсимаса, не имевший наследника, объявил своим преемником младшего брата Асикага Ёсими (1439—1491). Однако Хино Томико (жена сёгуна) родила родила сына Ёсихиса (1465—1489). Рождение сына породило конфликт между сёгуном и его братом, который считал себя наследником брата в звании сёгуна. В дальнейшем этот династический спор развился, поощряя раскол среди крупных даймё и клановых группировок.

## «Война годов Онин»
В 1467 году в Японии началась десятилетняя гражданская война, известная в истории как «Война годов Онин». Крупный японский даймё Ямана Мотитоё (1404—1473) объявил о своей поддержке кандидатуры малолетнего Асикага Ёсихиса, а его главный соперник и зять, канрэй (главный советник сёгуна) Хосокава Кацумото (1430—1473), стал поддерживать Асикага Ёсими, младшего брата сёгуна Ёсимаса. В 1466 году Хосокава и Ямана стали собирать войска близ Киото.
В 1467 году армии восточной коалиции под командованием Хосокава Кацумото и западной коалиции под руководством Яманы Мототиё Содзэна встретились в бою в столице Киото, чем начали затяжную войну годов Онин. Сам сёгун Асикага Ёсимаса выступал в поддержку Хосокава Кацумото. В 1468 году Асикага Ёсими вернулся в Киото и присоединился к Ямане Содзэну, но затем опять бежал на гору Коя. В следующем 1469 году Ёсихиса был назначен наследником сёгуната. В дальнейшем западная коалиция под руководством Яманы Содзэна избрала Ёсими своим предводителем. Бои за Киото шли с переменным успехом, столица превратилась в руины. Военные действия из столицы перенесли в остальные провинции Японии. В провинциях начались конфликты между сторонниками обеих армий.
В 1473 году когда главные противники Ямана Содзэн и Хосокава Кацумото скончались, военные действия стали ослабевать.
В том же 1473 году сёгун Асикага Ёсимаса официально отказался от должности сёгуна в пользу своего сына Ёсихиса, но продолжал удерживать бразды. В 1477 году западная армия под предводительством Оути Масахиро (1446—1495) покинула Киото, что стало концом войны Онин.
В апреле 1489 года 23-летний сёгун Асикага Ёсихиса скончался во время похода против восставшего рода Роккару в провинции Оми. После смерти своего сына экс-сёгун Асикага Ёсимаса вновь был провозглашен сёгуном. Вначале он усыновил Ёситанэ (1466—1523), сына своего младшего брата и бывшего наследника Ёсими, затем Ёсидзуми (1481—1511), сына старшего брата Масатомо (1435—1491).
В январе 1490 года 54-летний сёгун Асикага Ёсимаса скончался. Ему наследовал усыновленный племянник Асикага Ёситанэ, правивший в 1490—1493, 1508—1521 годах.